# Serra de Montsant
Pour les articles homonymes, voir Montsant.
La serra de Montsant en catalan, ou sierra de Montsant en espagnol, est un massif montagneux située dans la comarque de Priorat, sur le territoire des communes de La Morera de Montsant, Cabacés, Ulldemolins, Cornudella de Montsant, La Vilella Alta, La Vilella Baixa, La Bisbal de Montsant, La Figuera et Margalef, faisant partie de la cordillère prélittorale catalane. Elle couvre une superficie d'environ 135 km2. Ses sommets les plus élevés sont la Roca Corbatera (1 163 m, le Piló de las Señales (1 107 m) et la Cogulla (1 062 m).

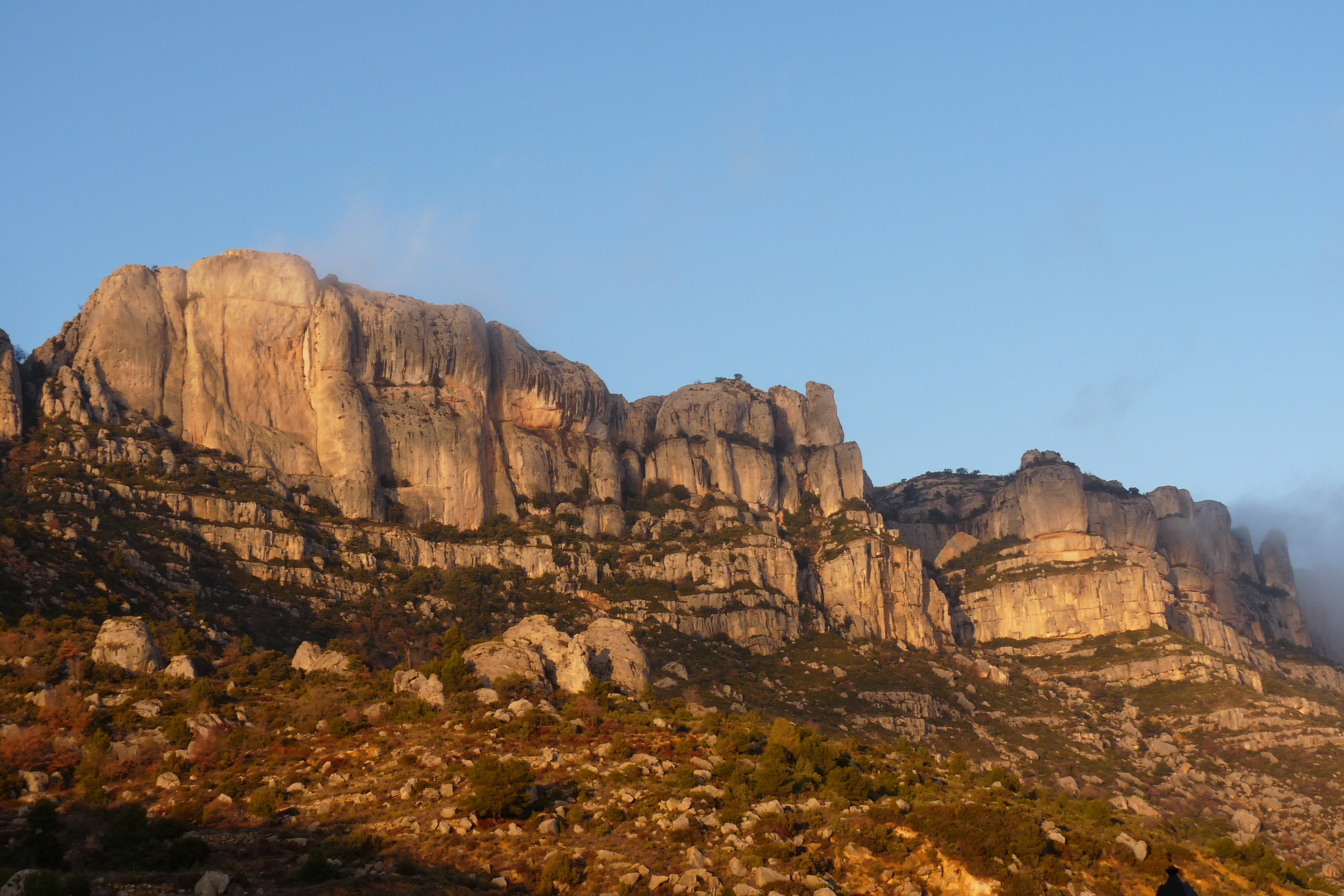
Vue de la serra de Montsant depuis La Morera.

## Culture et patrimoine

### Lieux et monuments
- Chartreuse de Scala Dei

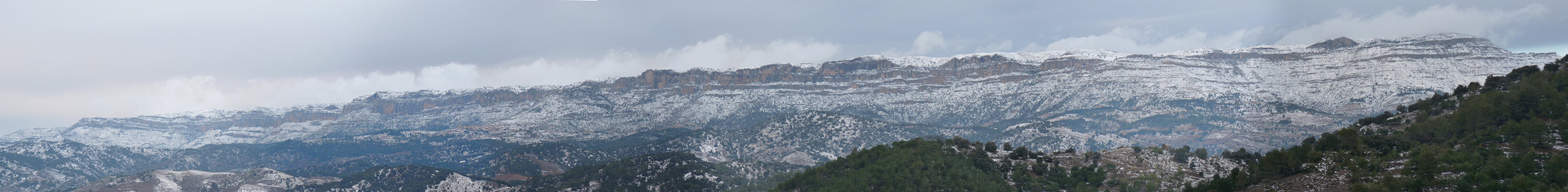
Vue panoramique depuis le sud, en hiver.